# Greg Jones (tenista)
Greg Jones (* 31. ledna 1989, Sydney) je australský profesionální tenista. Ve své dosavadní kariéře na okruhu ATP World Tour nevyhrál žádný turnaj. Na challengerech ATP a okruhu ITF získal k lednu 2012 dva tituly ve dvouhře.
Na žebříčku ATP byl nejvýše ve dvouhře klasifikován v dubnu 2010 na 179. místě a ve čtyřhře pak v listopadu 2010 na 216. místě. Trénuje ho James Trottman. Kondičním koučem je Ian Prongley.
V roce 2007 se probojoval do finále juniorky na French Open, kde nestačil na Bělorusa Vladimira Ignatika. Ve stejné sezóně si v juniorské kategorii zahrál také semifinále Wimbledonu a čtvrtfinále Australian Open. Na juniorském žebříčku ITF byl ve dvouhře nejvýše klasifikován na 4. místě s bilancí 191 vítězství z celkového počtu 219 odehraných singlů.
Na Hrách Commonwealthu 2010 v Dillí získal stříbrnou medaili ve dvouhře mužů.

## Finále na challengerech ATP a okruhu Futures
| Legenda – tituly |
| ---------------- |
| Challengery (0)  |
| Futures (2)      |

### Dvouhra

#### Vítěz (2)
|    | Rok  | Turnaj      | Povrch | Soupeř ve finále | Výsledek      |
| -- | ---- | ----------- | ------ | ---------------- | ------------- |
| 1. | 2008 | Orange Park | antuka | Clint Thomson    | 6–4, 6–2      |
| 2. | 2009 | Ipswich     | antuka | Jose Statham     | 7–5, 7–6(8–6) |